# René Dugas
Pour les articles homonymes, voir Dugas.
René François Dugas (1897-1957) est un ingénieur et historien des sciences français, particulièrement connu pour ses ouvrages sur l'histoire de la mécanique, qui restent une référence.

## Diplômes et carrière
Il est polytechnicien (X1919) et ingénieur du corps des mines. Il fait toute sa carrière d'ingénieur à la SNCF, de 1947 jusqu'à son décès, et devient directeur des études générales. En outre, il a été chargé de cours  à l'École des mines de Paris (1940 à 1944), et à l'École polytechnique maître de conférences (1942 à 1955) puis examinateur de mécanique ; lauréat de l'Académie des Sciences (1950), il était aussi membre correspondant de nombreux instituts étrangers.

## Œuvres
- La méthode dans la mécanique des quanta, Éditions Hermann, 1935.
- Histoire de la mécanique, Jacques Gabay, 1996 (1re éd. 1950) (présentation en ligne).
- (en) A History of Mechanics  (trad. J. R. Maddox), Dover, 1988 (ISBN 978-0-486-65632-8)
- La mécanique au XVIIe siècle - Des antécédents scolastiques à la pensée classique  (préf. Louis de Broglie), éditions du Griffon, 1954.
- « Sur le cartésianisme de Huygens », Revue d'histoire des sciences, vol. 7, no 1,‎ 1954, p. 22-33 (lire en ligne).
- La théorie physique au sens de Boltzmann et ses prolongements modernes  (préf. Louis de Broglie), Neuchatel, éd. du Griffon, 1959.